# Аппер-Бер-Крік (Колорадо)
Аппер-Бер-Крік (англ. Upper Bear Creek) — переписна місцевість (CDP) в США, в окрузі Клір-Крік штату Колорадо. Населення — 984 особи (2020).

## Географія
Аппер-Бер-Крік розташований за координатами 39°37′36″ пн. ш. 105°24′35″ зх. д. / 39.62667° пн. ш. 105.40972° зх. д. (39.626695, -105.409637).  За даними Бюро перепису населення США в 2010 році переписна місцевість мала площу 9,82 км², з яких 9,80 км² — суходіл та 0,02 км² — водойми.

## Демографія
Згідно з переписом 2010 року, у переписній місцевості мешкало 1059 осіб у 450 домогосподарствах у складі 341 родини. Густота населення становила 108 осіб/км².  Було 516 помешкань (53/км²).
Расовий склад населення:
| - 96,2 % — білих - 1,1 % — корінних американців - 0,4 % — азіатів - 0,2 % — чорних або афроамериканців |

До двох чи більше рас належало 1,9 %. Частка іспаномовних становила 1,8 % від усіх жителів.
За віковим діапазоном населення розподілялося таким чином: 19,3 % — особи молодші 18 років, 65,1 % — особи у віці 18—64 років, 15,6 % — особи у віці 65 років та старші. Медіана віку мешканця становила 51,0 року. На 100 осіб жіночої статі у переписній місцевості припадало 103,7 чоловіків;  на 100 жінок у віці від 18 років та старших — 101,2 чоловіків також старших 18 років.
Середній дохід на одне домашнє господарство  становив 210 754 долари США (медіана — 119 688), а середній дохід на одну сім'ю — 221 359 доларів (медіана — 119 625). Медіана доходів становила 73 646 доларів для чоловіків та 74 559 доларів для жінок. За межею бідності перебувало 4,6 % осіб, у тому числі 11,0 % дітей у віці до 18 років та 0,0 % осіб у віці 65 років та старших.
Цивільне працевлаштоване населення становило 618 осіб. Основні галузі зайнятості: освіта, охорона здоров'я та соціальна допомога — 32,7 %, науковці, спеціалісти, менеджери — 23,5 %, фінанси, страхування та нерухомість — 9,4 %, виробництво — 8,3 %.